# Чудово (Старицький район)
Чудово (рос. Чудово) — присілок в Старицькому районі Тверської області Російської Федерації.
Населення становить 1 особу. Входить до складу муніципального утворення Степуринське сільське поселення.

## Історія
Від 2005 року входить до складу муніципального утворення Степуринське сільське поселення. Раніше населений пункт належав до Степуринського сільського округу.

## Населення
| 2008 | 2010 |
| ---- | ---- |
| 3    | ↘1   |